# 長姫神社

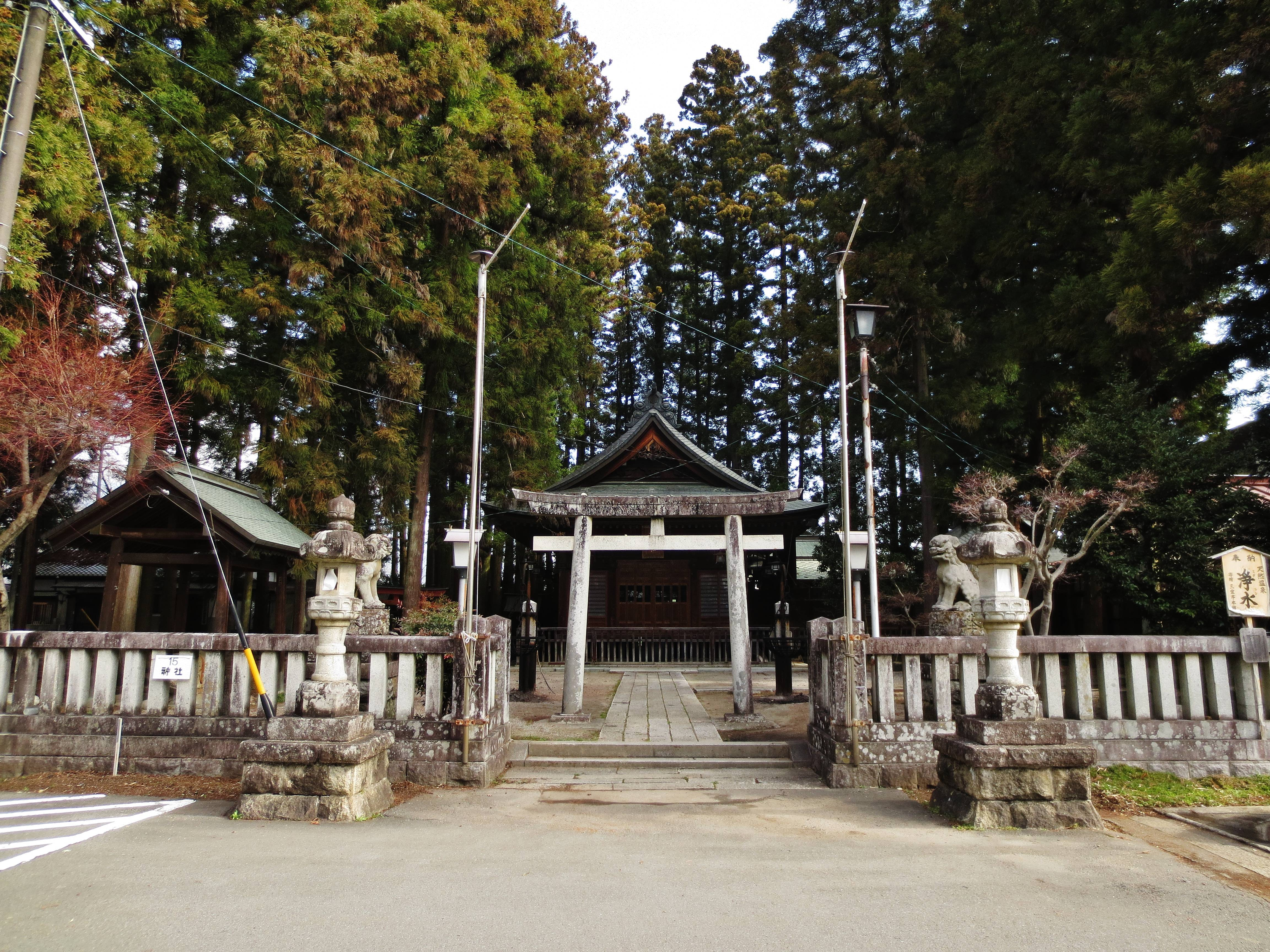
鳥居

長姫神社（おさひめじんじゃ）は、 長野県飯田市にある神社。飯田城跡に社殿があり、「ご三霊さま」の異称を有する。

## 祭神
- 従四位下侍従左衛門督秀政（堀秀政）[1]
- 従五位下美作守親良（堀親良）[1]
- 従五位下美作守親昌（堀親昌）[1]

堀秀政は堀氏出身の戦国・安土桃山時代の武将・大名であり、その次男である親良は信州飯田藩堀家の初代当主となった人物である。さらに親良の長男である親昌は飯田藩の初代当主となった。

## 歴史
三祭神は元々堀家菩提寺の東江寺（現在の東京都渋谷区に所在）していたが、嘉永3年（1850年）に当時の飯田城主堀親義によって飯田城山伏丸の宝蔵に移し安置されて以降、長姫神社の創建まで飯田市内の複数個所に遷座している。
- 嘉永3年（1850年） - 当時の飯田城主堀親義、三神を飯田城山伏丸の宝蔵に移し安置[1]。
- 嘉永4年（1851年） - 堀家と関わりの深かった普門院（飯田市仲ノ町）に新たに社殿を設け遷座[1]。
- 明治初期 - 神仏分離令により普門院が廃寺となり、一時堀家邸内に遷座[1]。
- 1880年（明治13年） - 旧飯田藩士の協議により[1]、旧飯田城の二の丸跡に社殿を創建し遷座[1][2]。長姫神社創建。
- 1900年（明治33年）[1]または1901年（明治34年）[2] - 飯田小学校の新築に伴い、二の丸跡から本丸跡に新築された本殿に遷座し、現在に至る。